# عروس طوفان
عروس طوفان (کره‌ای: 태풍의 신부) یک مجموعه تلویزیونی محصول کره جنوبی سال ۲۰۲۲ با بازی پارک ها نا، کانگ جی سوب، پارک یون جه و اوه سونگ آه است. این مجموعه از ۱۰ اکتبر ۲۰۲۲ تا ۹ مارس ۲۰۲۳ از کی‌بی‌اس۲ پخش شد.

## بازیگران
- پارک ها نا در نقش اون سو یون[۴]
  - لی آه را در نقش جوانی اون سو یون / کانگ با رام[۵]
- کانگ جی سوب در نقش کانگ ته پونگ[۶]
  - سون جون هی در نقش جوانی کانگ ته پونگ[۷]
- پارک یون جه در نقش یون سان دو[۶]
- اوه سونگ آه در نقش کانگ با دا[۴]